# Snooker

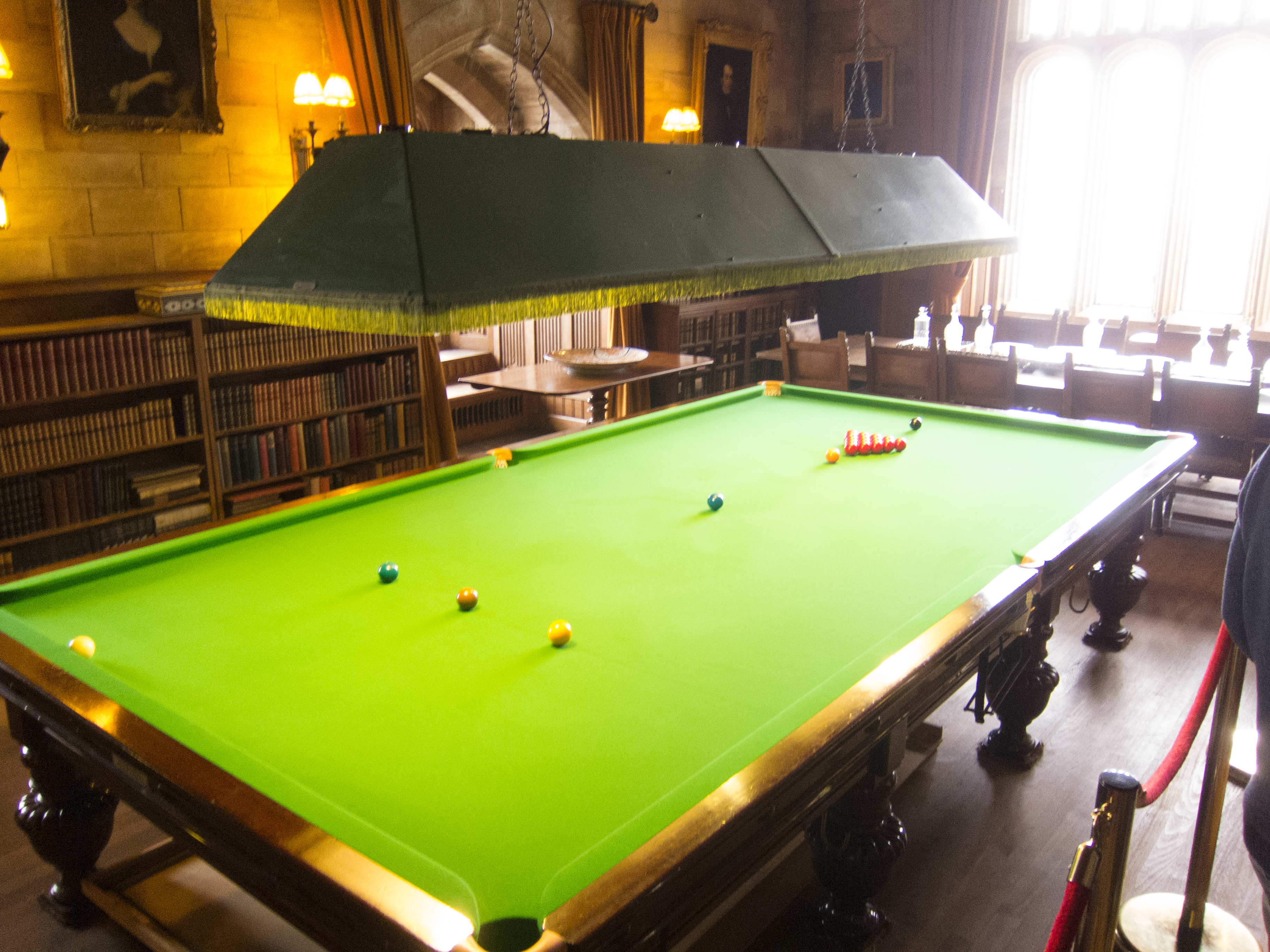
Stół do snookera ze wszystkimi bilami

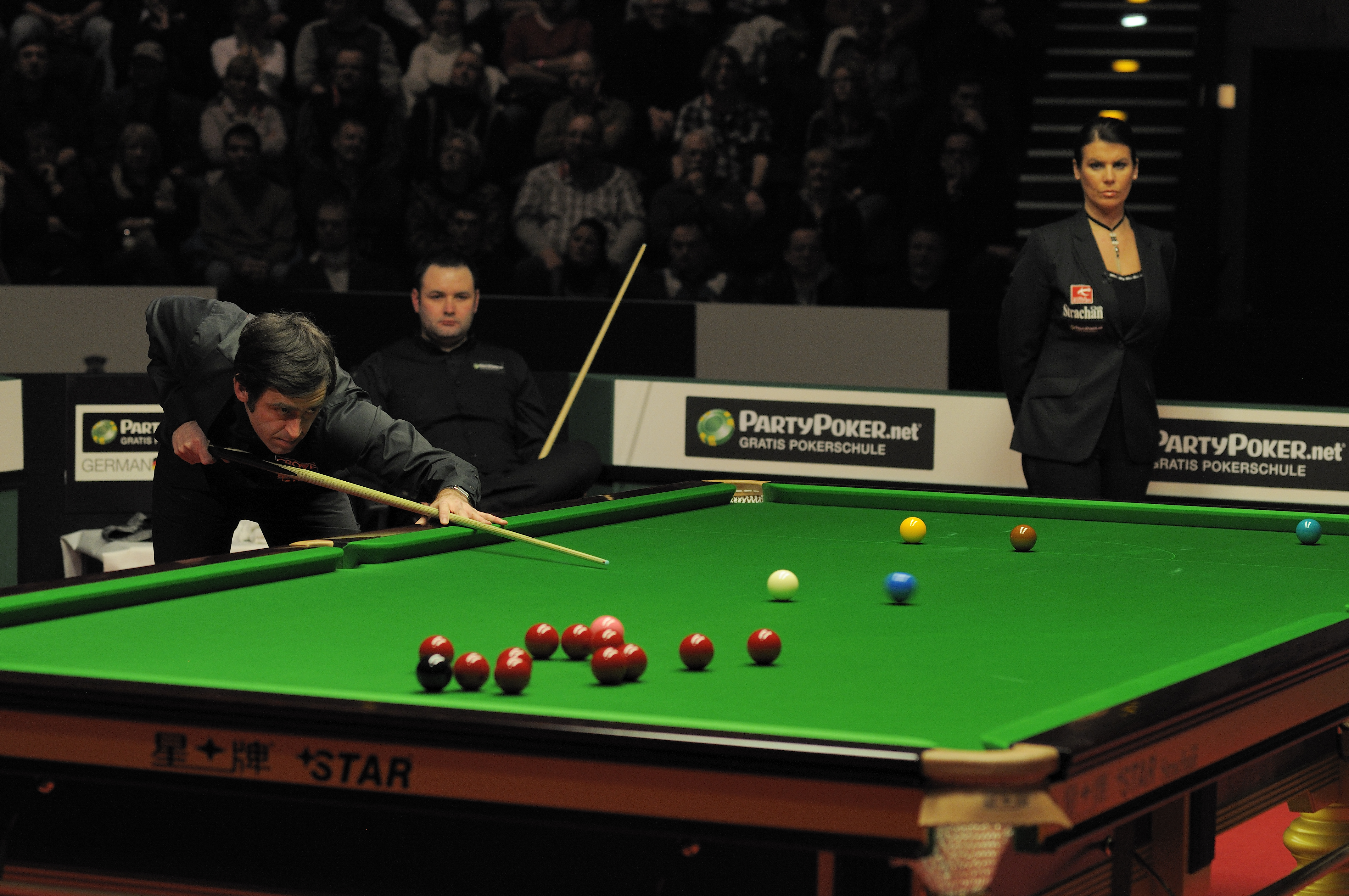
Gracze podczas turnieju obserwowani przez sędzię

Snooker – gra bilardowa spopularyzowana pod koniec XIX wieku, rozgrywana na dużym stole do bilardu angielskiego, z sześcioma kieszeniami. W grze uczestniczą dwie strony (dwóch zawodników lub dwie drużyny). Charakterystycznym elementem snookera jest to, że gracze muszą wbijać bile czerwone na zmianę z tzw. bilami kolorowymi. Gracze uderzają kijem białą bilę, która musi uderzyć w bilę odpowiedniego koloru.
W turniejach obowiązują odpowiednie maniery – w przeciwieństwie do innych dyscyplin, w snookerze oczekuje się od zawodników, by sami przyznali się, jeżeli popełnią faul niewychwycony przez sędziego. Większość turniejów jest również rozgrywana w eleganckich strojach, zwykle z muszką. Od 1977 roku mistrzostwa świata w snookerze rozgrywane są w teatrze Crucible Theatre w angielskim Sheffield.

## Historia
Snooker powstał prawdopodobnie w latach 80 XIX wieku na subkontynencie indyjskim wśród stacjonujących tam brytyjskich żołnierzy, głównie oficerów. Nazwa została wymyślona prawdopodobnie przez angielskiego porucznika sir Neville Chamberlain, który twierdził, że wymyślił tę grę w 1875 roku. Inne źródła co prawda potwierdzają, że gra nazywana początkowo Snookers istniała, ale powstała w 1881 lub 1882 roku, a popularność zdobyła w latach 1884-1886. Chamberlainowi przypisywane jest jednak pojęcie ang. get snookered, które oznaczało dobry mecz i było używane początkowo w kontekście popularnej dawniej gry Black Pool, w szczególności do jednej z jej wariacji wymyślonej przez Chamberlaina.
Według zapisków samego Chamberlaina, po raz pierwszy partię przypominającą snookera rozegrano w kantynie oficerskiej w Dżabalpurze w Indiach, choć inne źródła wskazują na regiment stacjonujący w Utakamand. Niezależnie od tego wiadomo, że w latach 80 XIX wieku w grze brakowało jeszcze bili niebieskiej i różowej oraz, choć najwyższą bilą była bila czarna, to była ona liczona za 5, a nie za 7 punktów. Wersja ze współczesną punktacją pojawiła się nie później niż w 1893 roku.
Gra nazywana w XIX wieku Snookers powstała prawdopodobnie z połączenia Pyramid pool oraz Black Pool. Pyramid rozgrywano na 15 czerwonych bilach i jednej białej używanej jako bili rozgrywającej. Black Pool z kolei używał bil kolorowych znanych ze snookera, ale biała bila była jedną z bil do wbicia (każdy gracz używał własnej, dodatkowej bili rozgrywającej). W ramach black poola bile wbijano w sekwencji: biała, czerwona, żółta, zielona i brązowa, a w późniejszej wariacji do sekwencji dodano również niebieską, różową i czarną bilę.

## Definicje

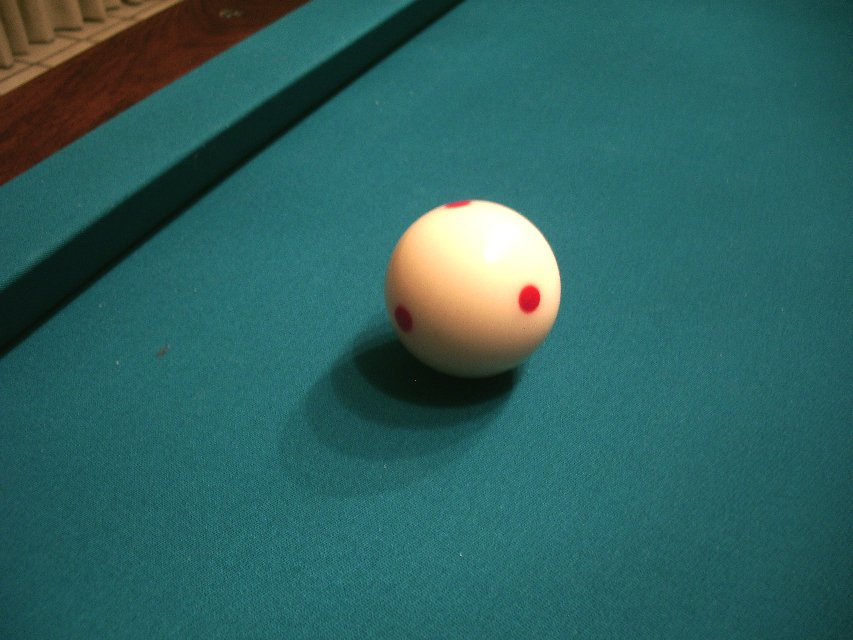
Biała bila z grochami ułatwiającymi obserwowanie rotacji

### Pojęcia podstawowe
Bila rozgrywająca (ang. cue-ball)
bila uderzana przez gracza jako pierwsza kijem (ang. cue). W turniejach jest to bila biała. W meczach treningowych bila rozgrywająca może mieć dodatkowe oznaczenia ułatwiające naukę celowania lub obserwowanie rotacji.
Bila obiektowa (rozgrywana, ang. object ball)
bila uderzona jako pierwsza bilą rozgrywającą.
Bila deklarowana (ang. nominated ball)
bila kolorowa wskazana przez zawodnika, którą zamierza on trafić jako pierwszą podczas zagrania. W snookerze nie deklaruje się bil czerwonych.
Gracz rozgrywający (ang. striker)
zawodnik znajdujący się w grze (wykonujący zagrania).
Gracz oczekujący (ang. non-striker)
przeciwnik rozgrywającego. Powinien stać lub siedzieć w taki sposób, by nie znajdować się w linii wzroku rozgrywającego, w rozsądnej odległości od stołu. Może on opuścić pomieszczenie, w którym odbywa się gra, a także wyznaczyć pełnomocnika, który reprezentuje go w czasie nieobecności.
Zagranie lub uderzenie (ang. stroke)
rozpoczęte w momencie kontaktu białej bili z kijem. Są wyróżniane dwa rodzaje zagrań: bezpośrednie (kiedy bila biała trafia w inną bilę bez wcześniejszego kontaktu z bandą) i pośrednie (biała bila uderza w inną bilę po kontakcie z bandą).
Wbicie (ang. pot)
ma miejsce wtedy, gdy bila wpada do kieszeni bez naruszenia przepisów gry.

### Partia (frejm, ang.frame)

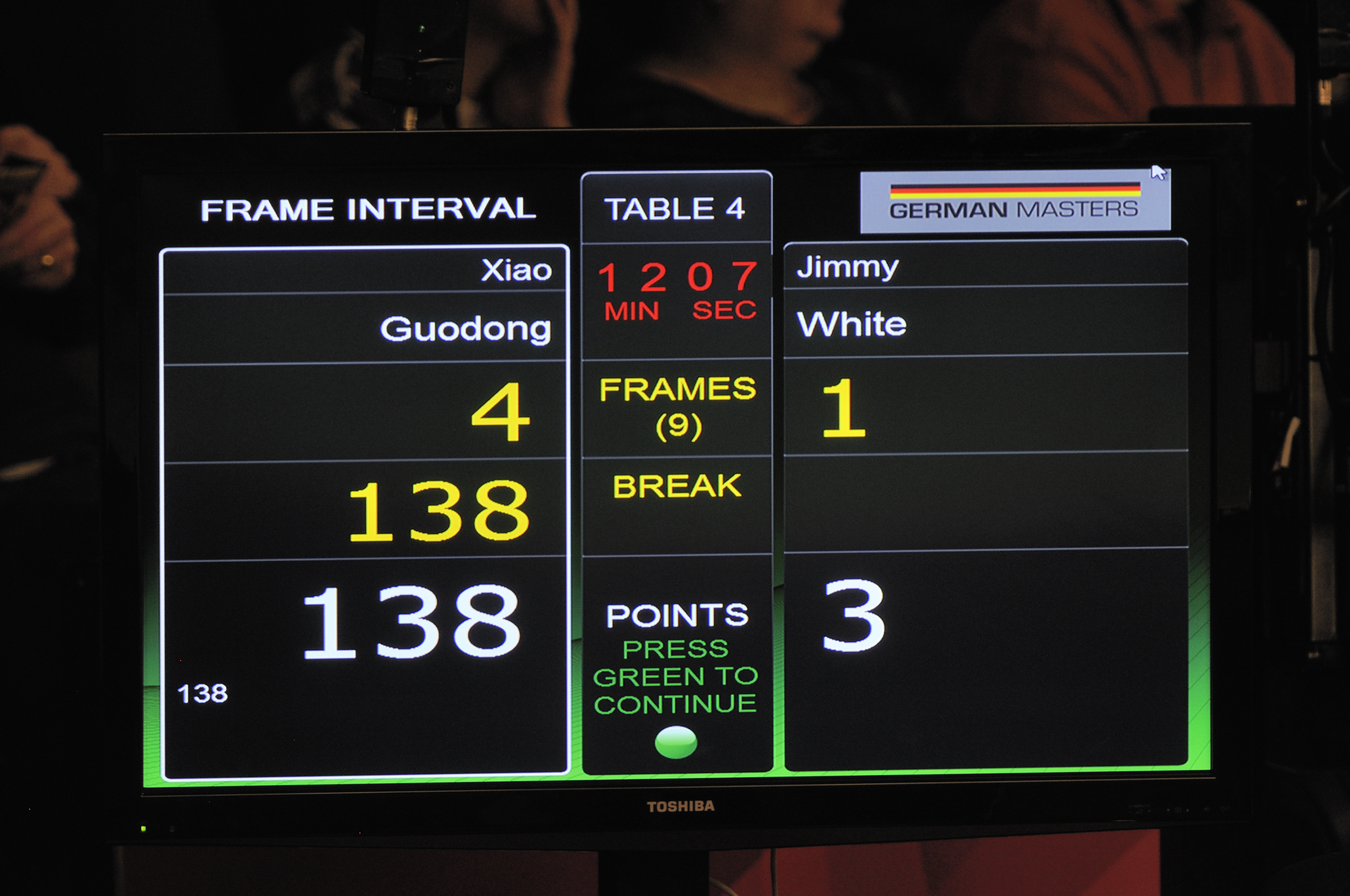
Mecz typu lepszy z 9 frejmów, 4 wygrane frejmy, 138 punktów w brejku

Jest to okres gry rozpoczynany pierwszym zagraniem, zakończony w jeden z możliwych sposobów (patrz niżej).
Mimo że na stole są bile, których suma daje 147 punktów, to suma punktów graczy w jednej partii może przekroczyć tę liczbę. Wynika to z punktów za faule związane m.in. z nieudanym wyjściem ze snookera, czy z wbiciem białej bili. Najwyżej punktowanym, oficjalnym frejmem w historii jest 195 punktów, który padł w 2023 roku w UK Championship. Mark Williams zdobył wówczas łącznie 101 punktów, a Ding Junhui 94 punkty.

### Mecz
Mecz składa się z określonej liczby partii. Zwykle podaje się maksymalną liczbę partii, które mogą być rozegrane podczas meczu. Na przykład zwrot „lepszy z 19 partii” oznacza mecz do 10 wygranych partii. Nieparzysta liczba partii do rozegrania oznacza, że mecz nie może zakończyć się remisem.

### Break
Break (czasem spolszczane jako brejk) to suma punktów uzyskanych przez gracza podczas pojedynczego podejścia do stołu.
Break stupunktowy (ang. century break, century)
to osiągnięcie lub pobicie bariery 100 punktów w pojedynczym podejściu do stołu.
Break maksymalny (ang. maximum break, maximum)
to break, w którym gracz wbija wszystkie 15 czerwonych bil, po każdej wbijając czarną bilę, a następnie wszystkie kolorowe bile.
W standardowym podejściu maksymalną liczbą punktów jest 147 i jest to typowy break maksymalny. Najwyższy break teoretycznie możliwy w snookerze wynosi jednak 155 punktów. Zawodnik może go uzyskać rozpoczynając grę ze wszystkimi bilami czerwonymi na stole oraz przyznaną wolną bilą, wbijając po wolnej bili i wszystkich bilach czerwonych zawsze bilę czarną. Jedna z bil kolorowych traktowana jest wtedy jako dodatkowa bila czerwona, umożliwiając uzyskanie 8 punktów więcej niż normalny break maksymalny (wbita wolna bila wraca na stół). Jest to bardzo rzadka sytuacja, nieodnotowana w żadnym oficjalnym turnieju.

## Sprzęt

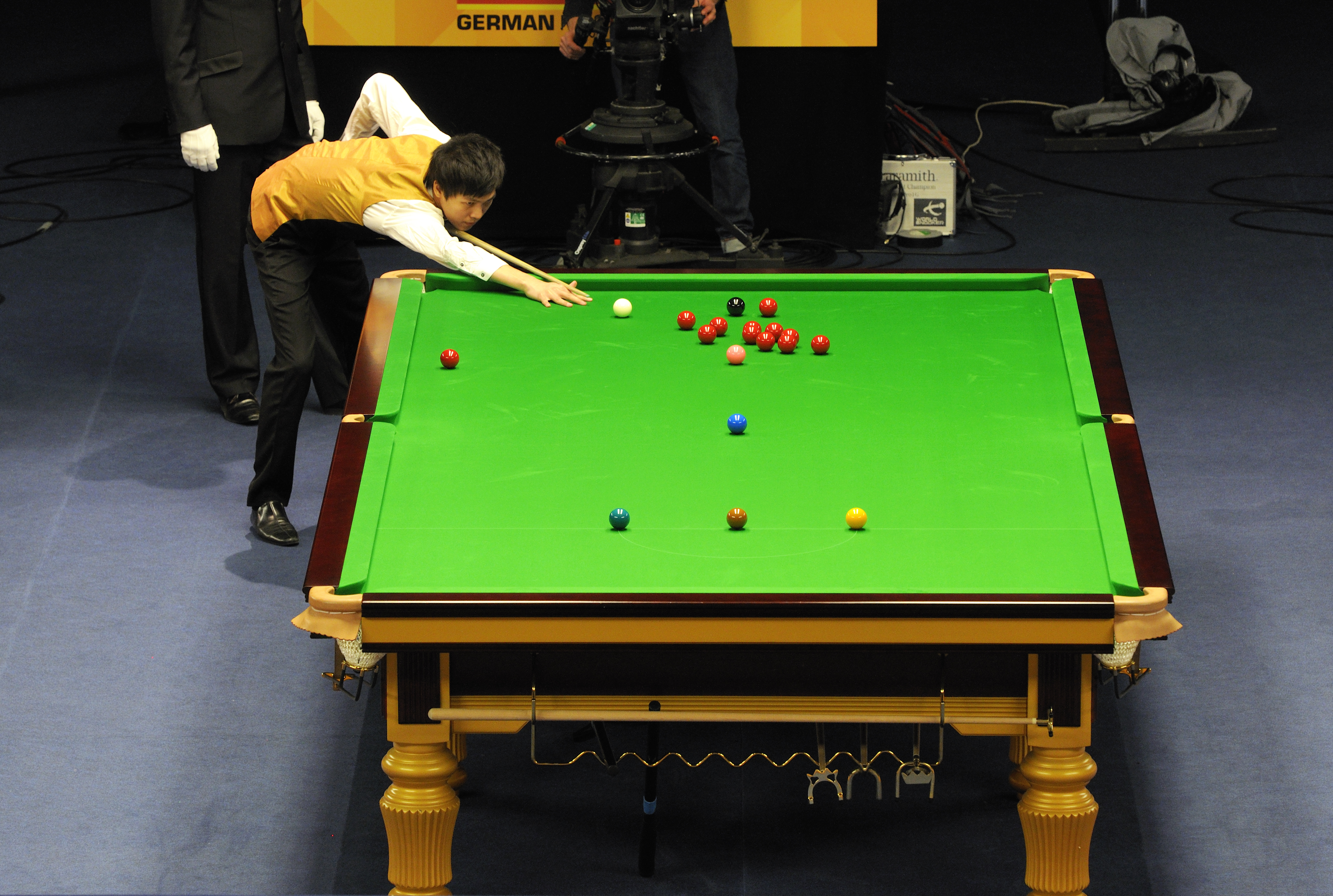
Stół turniejowy (German Masters)

### Bile

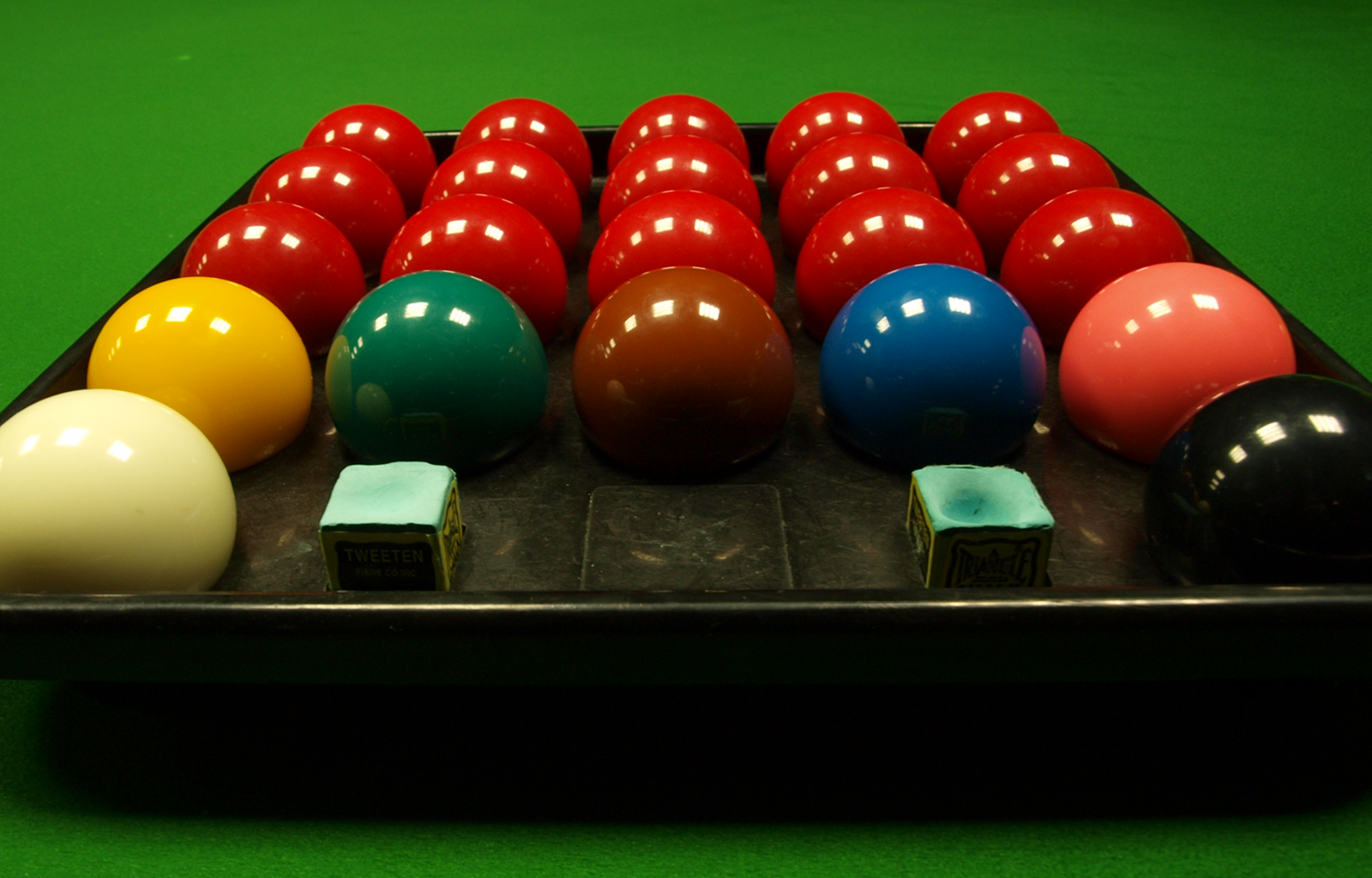
Zestaw bil snookerowych i kostki kredy

Na komplet składają się 22 bile, w tym:
- 15 bil czerwonych;
- 6 bil kolorowych (czarna, różowa, niebieska, brązowa, zielona i żółta);
- 1 biała bila rozgrywająca (ang. cue ball).

Bile powinny mieć średnicę 52,5 mm, z tolerancją ±0,05 mm, oraz jednakową masę z tolerancją 3 g na komplet.

### Stół

#### Konstrukcja
Rama stołu powinna być wykonana z mahoniu, blat z płyt łupkowych pokrytych wełnianym suknem, najczęściej w kolorze zielonym. Sukno czesane jest w stronę bandy górnej. Bandy gumowe pokryte suknem (w stołach turniejowych przytwierdzone bezpośrednio do blatu zamiast do ramy za pomocą elementów stalowych (ang. steel block cushions). Sześć kieszeni (łuz): cztery narożne oraz dwie w środku długich band. Całkowita masa stołu wynosi ponad 1000 kg.

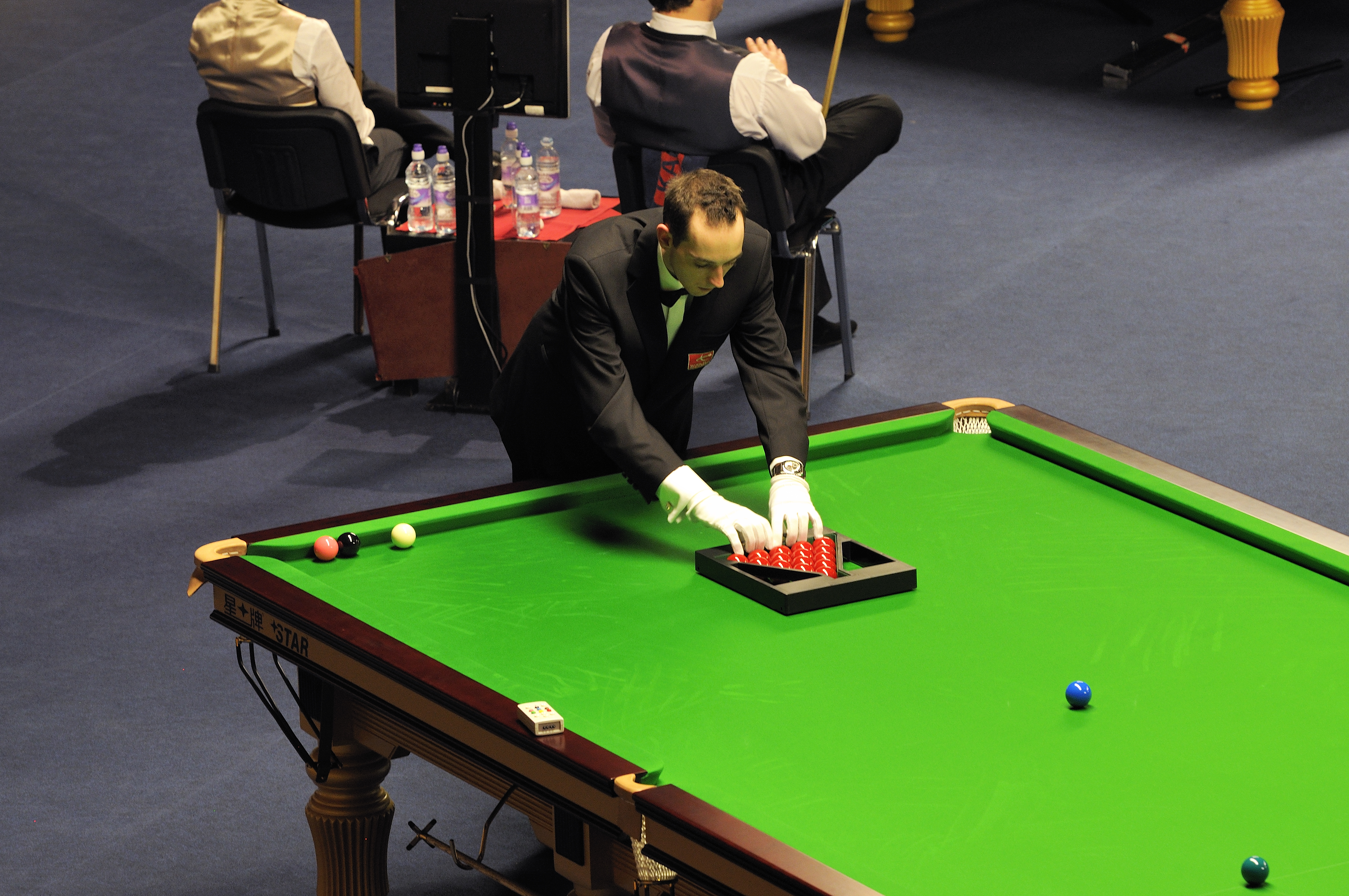
Sędzia układający trójkąt z czerwonych bil

#### Pole gry
Pole gry ograniczone jest przez dwie bandy krótkie – górną (ang. top cushion, od strony trójkąta bil czerwonych) i dolną (ang. baulk cushion, od strony pola D), oraz dwie bandy długie, w środku których znajdują się dwie kieszenie. Ma ono wymiary 11 stóp 8,5 cala × 5 stóp 10 cali (3569 × 1778 mm), z tolerancją obu wymiarów ±0,5 cala (±13 mm). Stół taki zwyczajowo nazywany jest stołem 12-stopowym. Wysokość stołu mierzona od podłogi do najwyższej części band (tzw. korony) wynosi od 2 stóp 9,5 cala do 2 stóp 10,5 cala (851 do 876 mm).
Na polu gry nanosi się oznaczenia:
- tzw. linię bazy (ang. baulk line), równolegle w odległości 29 cali (737 mm) od bandy dolnej, przez całą szerokość stołu;
- półokrąg wyznaczający pole D o promieniu 11,5 cala (292 mm) od strony dolnej bandy i o środku pokrywającym się ze środkiem linii bazy;
- punkt centralny (niebieski), na długiej osi stołu, dokładnie w środku pola gry;
- punkt piramidy (różowy), na długiej osi stołu, dokładnie w połowie odległości między punktem centralnym a górną bandą;
- punkt główny (czarny), na długiej osi stołu, w odległości 12,75 cala (324 mm) od bandy górnej.

Punkty umieszczenia bili brązowej, zielonej i żółtej wyznaczane są przez środek półokręgu pola D i punkty jego przecięcia z linią bazy.

### Kije

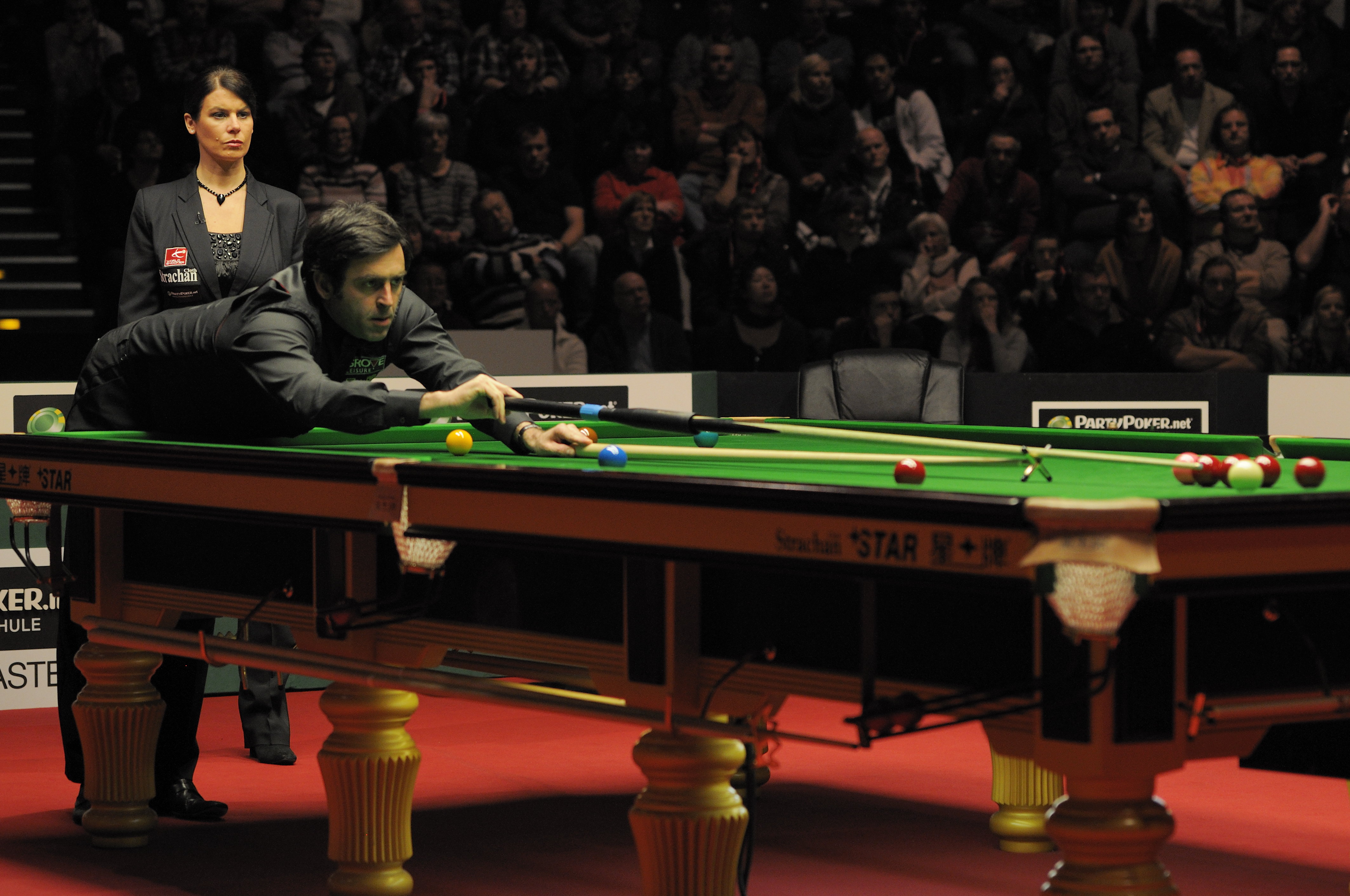
Kij z przedłużką na krzyżaku

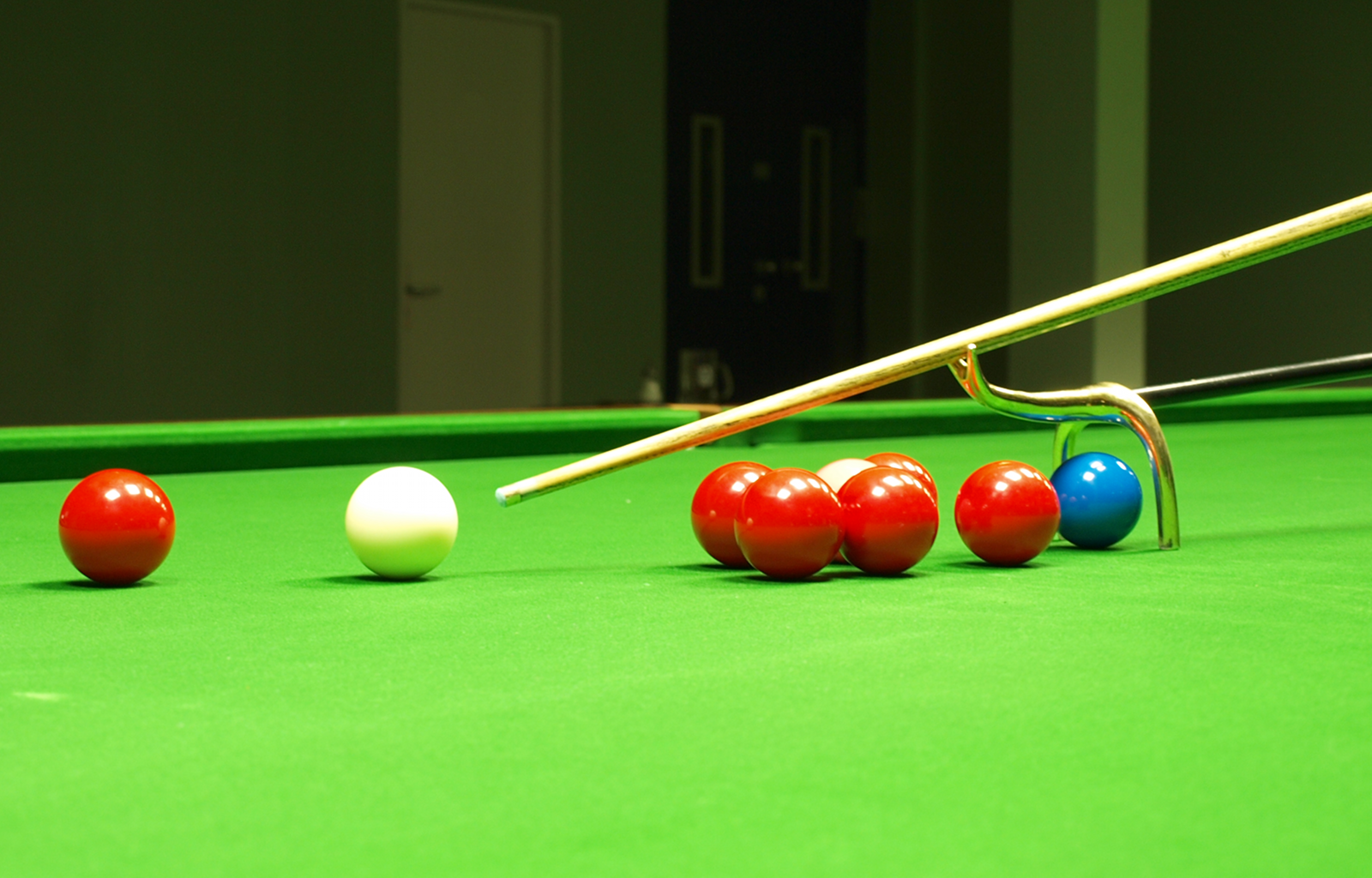
Kij snookerowy podtrzymywany przyrządem pomocniczym – tzw. łabędzią szyją lub łabędziem (ang. swan)

Kije do snookera są wykonywane z gatunków jesionu lub klonu rosnących w Ameryce Północnej. Uchwyty (ang. butt) najlepszych kijów są wykonywane z hebanu lub palisandru oraz ozdobnych wstawek z cennego drewna pozyskanego z takich rodzajów drzew jak: palisander, tulipanowiec, oliwka oraz z drewna drzewa Acacia xiphophylla (ang. snakewood). Są to kije wykonywane ręcznie. Tańsze kije są klejone maszynowo. Kij snookerowy ma typowo 140 cm (55 cali długości), choć powinien być dostosowany do wzrostu zawodnika, jednak nie krótszy niż 3 stopy (914 mm), a jego kształt nie może odbiegać od ogólnie przyjętych norm. Kij jest jednoczęściowy lub łączony (najczęściej w 2/3 lub w 3/4 długości). Masa wynosi od 16 oz. do 22 oz. Kapka (ang. tip) ma od 8,5 do 10,5 mm średnicy i jest wykonana ze skóry. Ferula (tulejka łącząca kapkę z kijem) jest mosiężna.

### Sprzęt pomocniczy
Różnego rodzaju podpórki pod kije (krzyżak, pająk, słoń, zwany też łabędzią szyją), przedłużki i nasadki na kije, ułatwiające zawodnikowi zagranie przy utrudnionym dostępie do bili białej. Zawodnik może używać przyrządów będących w wyposażeniu stołu, jak i przyniesionych przez sędziego lub zawodnika.
Kapkę (końcówkę) kija smaruje się przed uderzeniem kredą, by uniknąć zsunięcia się jej z białej bili i nieczystego zagrania (ang. miscue), które – jeśli dojdzie do kontaktu z białą bilą innej części kija niż kapka – stanowi faul.
Ponadto stosuje się także trójkąt do ustawiania bil czerwonych oraz marker pozwalający sędziemu m.in. na zdjęcie bili ze stołu w celu jej wyczyszczenia lub sprawdzenie, czy na stole jest wystarczająco dużo miejsca na ustawienie bili w określonym punkcie.
Naliczanie punktów ułatwiają tablice wyników. W grze amatorskiej są to często tablice mechaniczne, wyposażone w suwaki i podobne nieco do liczydeł, obsługiwane przez samych graczy. W grze turniejowej stosuje się tablice elektroniczne, obsługiwane zdalnie przez sędziego.

## Przebieg gry

Rozmieszczenie bil w pozycji wyjściowej – biała bila może zostać ustawiona w dowolnym miejscu półkola (tzw. pole D)

Zadaniem graczy jest uderzanie kijem bili białej w taki sposób, aby pozostałe bile w odpowiednim porządku wpadały do kieszeni. Można uderzać kijem jedynie w białą bilę.

### Ustawienie bil
Przed rozpoczęciem każdej partii bile są ustawiane na stole przez sędziego w następujący sposób:
- bile czerwone ułożone są w formie trójkąta równobocznego. Bila w wierzchołku trójkąta najbliższym dolnej bandzie powinna znajdować się na osi podłużnej stołu i tuż ponad punktem piramidy, tak by możliwe było umieszczenie w nim bili różowej jak najbliżej bili wierzchołkowej, ale bez stykania się ich. Bok trójkąta tworzony przez pozostałe dwa wierzchołki powinien być równoległy do krótkich band stołu;
- bila żółta w prawym rogu pola D (patrząc od strony dolnej bandy);
- bila zielona w lewym rogu pola D (patrząc od strony dolnej bandy);
- bila brązowa w środkowym punkcie pola D (środek linii bazy);
- bila niebieska w punkcie centralnym;
- bila różowa w punkcie piramidy;
- bila czarna w punkcie głównym;

### Rozpoczęcie frejma
W pierwszym ruchu gracz ustawia w dowolny sposób białą bilę w polu D (przy założeniu, że biała bila nie może dotykać innej bili). Zawodnik ma następnie za zadanie dokonać rozbicia, trafiając jedną z bil czerwonych (tzn. uderzając kijem białą bilę spowodować, aby ta uderzyła w jedną z bil czerwonych). Jeśli po jego ruchu żadna z czerwonych bil nie znajdzie się w kieszeni, kolejka przechodzi na drugiego gracza. Gracz, który rozpoczyna pierwsza partia (frejm) wybierana jest najczęściej losowaniem (rzut monetą), natomiast w kolejnych frejmach gracze rozbijają naprzemiennie.

### Przebieg partii
Podchodząc do stołu, gracz stara się wbić czerwoną bilę, za co otrzymuje jeden punkt. Następnie ma obowiązek wbijania jednej z bil kolorowych innych niż czerwona. Informuje przeciwnika i sędziego, którą bilę wybrał, po czym stara się ją wbić do kieszeni. Jeśli mu się uda, otrzymuje odpowiednią liczbę punktów (2 za żółtą, 3 za zieloną, 4 za brązową, 5 za niebieską, 6 za różową lub 7 za czarną) i kontynuuje grę, znów próbując wbić bilę czerwoną. Jeśli mu się nie powiedzie, kolejka przechodzi na przeciwnika z białą bilą w miejscu, w którym się zatrzymała. Jeżeli popełni faul, przeciwnik oprócz prawa dalszej gry otrzyma dodatkowe punkty (patrz niżej). Jeżeli bila biała została wbita lub wybita poza stół, przeciwnik rozpoczyna grę z białą bilą „w ręce” w polu D. Wbite lub wybite poza stół bile czerwone pozostają w kieszeniach, zaś bile kolorowe wracają na stół, w miarę możliwości na swoje punkty (patrz niżej). Gdy gracz wbije ostatnią czerwoną bilę na stole i przypadającą jej bilę kolorową, rozpoczyna on wbijanie wszystkich bil kolorowych zgodnie z ich wartością punktową, od najniższej do najwyższej (tj. od żółtej do czarnej). Po wbiciu do kieszeni bile te nie wracają wtedy już na stół.
Punkty zdobyte podczas jednego podejścia do stołu tworzą break. Naliczanie brejka kończy się, gdy gracz nie wbije bili, popełni faul lub zakończy się partia (patrz niżej). Zdobyte punkty dolicza się do wyniku rozgrywającego (nie licząc punktów przy zagraniu, przy którym popełniono faul), a przeciwnikowi dolicza się punkty za ewentualny faul. Jeżeli przeciwnik nakazuje faulującemu kontynuację gry, break nalicza się ponownie od zera.
Istotnym elementem strategii w grze stanowi maksymalna liczba punktów pozostających na stole, tj. liczba punktów możliwych do zdobycia przy naprzemiennym wbijaniu pozostałych bil czerwonych z bilą czarną, a następnie wszystkich kolorów. Od niej zależy, czy gracz powinien wbijać bile, zwiększając swoją przewagę punktową i dążąc do wygranej, czy – jeśli liczba punktów na stole nie pozwala na uzyskanie przewagi i zwycięstwo – próbować uzyskać trudną sytuację na stole, licząc na faul przeciwnika, dodatkowe punkty i odzyskanie szansy na wygraną.

### Zakończenie partii
Partia może zostać zakończona:
- poprzez poddanie partii (frejma) przez zawodnika rozgrywającego (choć poddanie partii, gdy na stole pozostaje wystarczająca liczba punktów do zwycięstwa uważa się za niesportowe);
- poprzez oznajmienie przez rozgrywającego zwycięstwa w sytuacji, gdy ma on przewagę przynajmniej 8 punktów, a na stole pozostała tylko czarna bila (zawodnik nie ma wtedy obowiązku wbijania ostatniej czarnej bili);
- poprzez wbicie ostatniej czarnej bili lub faul przy próbie jej wbicia;
- poprzez ogłoszenie przez sędziego końca frejma.

Zwycięzcą frejma zostaje gracz z największą sumą zdobytych punktów (niekoniecznie ten, który wbija ostatnią bilę), a w szczególnej sytuacji zawodnik wskazany przez sędziego (poddanie partii, reguła trzech chybień, przyznanie przeciwnikowi partii np. za niesportowe zachowanie). Jeżeli partia została przyznana za niesportowe zachowanie, zawodnik przegrywający traci wszystkie punkty we frejmie, natomiast przeciwnik otrzymuje równowartość punktów pozostających na stole.

## Sytuacje szczególne

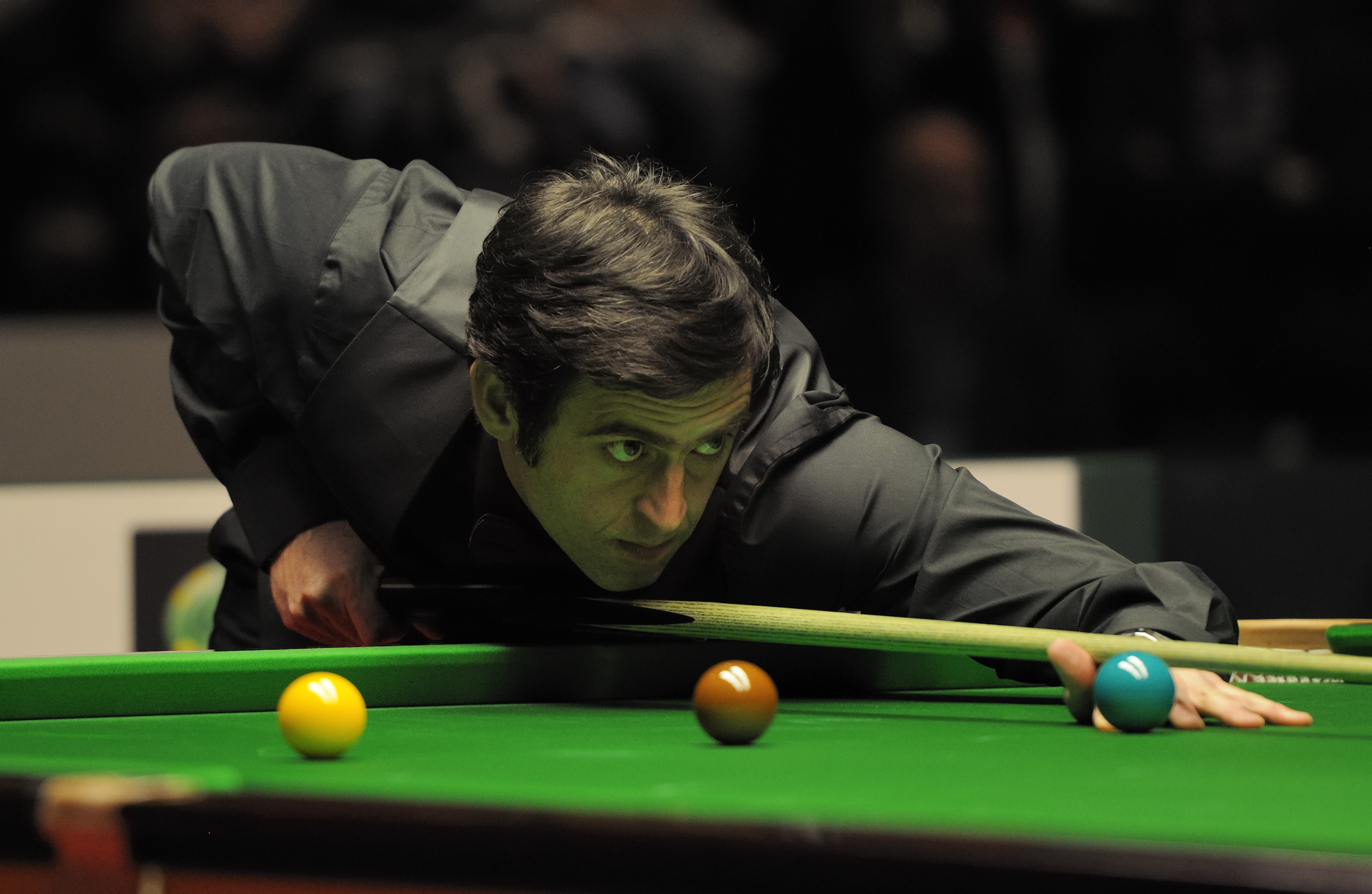
Ronnie O’Sullivan składający się do zagrania obok zielonej bili. Jeżeli dotknie zielonej bili (palcem, kijem bądź częścią ubioru), popełni faul.

### Snooker
Termin snooker oznacza sytuację, gdy zawodnik nie może bezpośrednio (po linii prostej) uderzyć bili, która może być zagrywana, gdyż na drodze stoją bile, które nie mogą być zagrywane. Musi wtedy próbować uderzać białą bilę od bandy lub z odpowiednią rotacją (po łuku), ryzykując faulem. Dzięki umiejętnemu stawianiu snookerów gracz może zdobywać punkty za faule przeciwnika, co może umożliwić mu zwycięstwo, także w sytuacji, gdy normalnie liczba punktów za bile pozostające na stole jest zbyt mała do uzyskania przewagi.

### Faul (ang.foul)
Faul zachodzi, gdy:

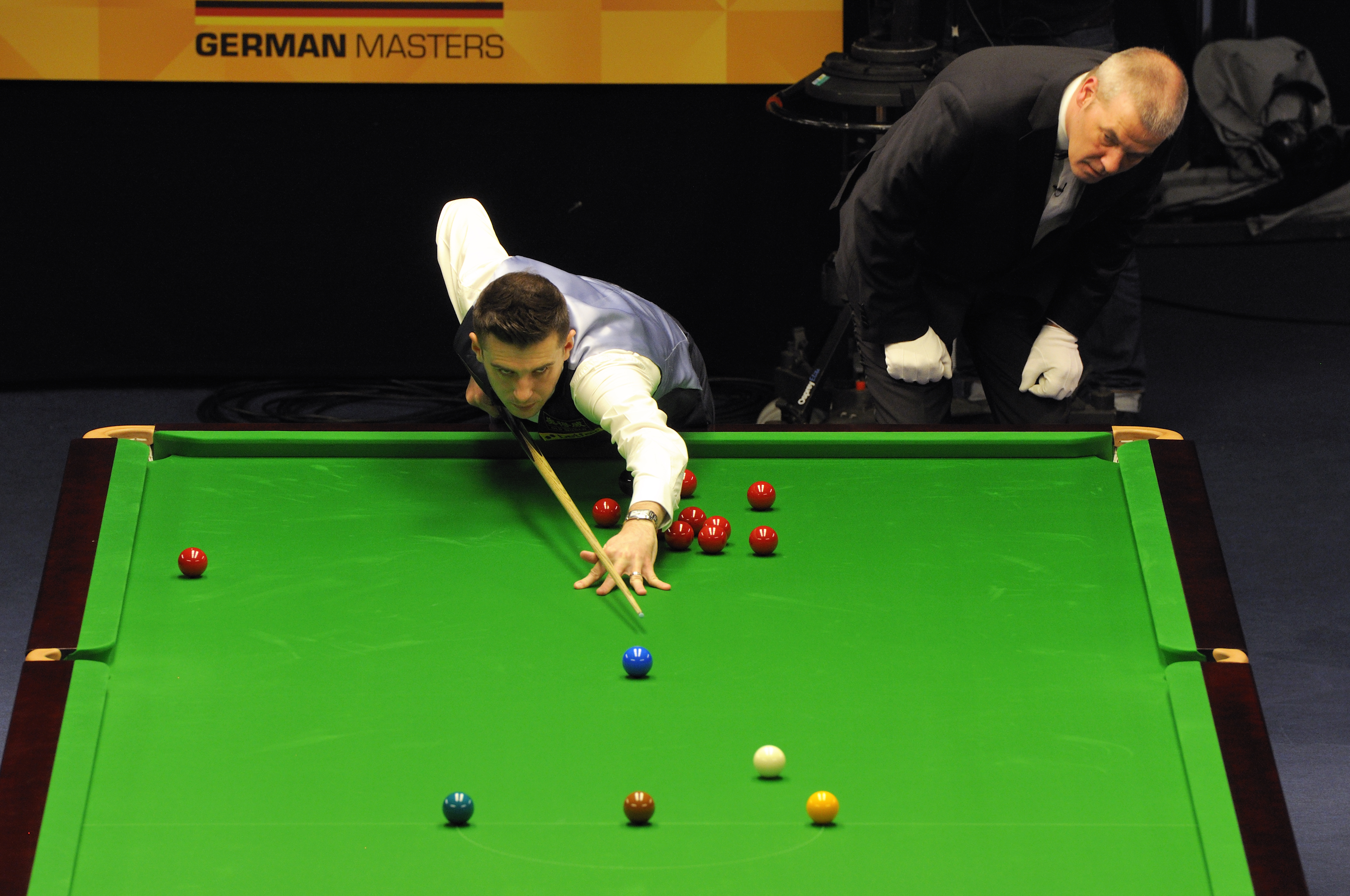
Sędzia Jan Verhaas obserwujący czy gracz popełni tzw. faul tekstylny (zahaczenie odzieżą o bilę)

- gracz wykona uderzenie poza swoją kolejnością;
- gracz uderzy kijem białą bilę więcej niż jeden raz;
- gracz wykona uderzenie, gdy żadna z jego stóp nie dotyka podłogi;
- gracz wykona uderzenie zanim sędzia ustawi ponownie wbite bile kolorowe na stole;
- gracz wykona uderzenie zanim wszystkie bile zatrzymają się po poprzednim uderzeniu;
- gracz nie trafi w żadną bilę (wyjątek stanowi sytuacja touching ball);
- gracz nie trafi w bilę rozgrywaną jako pierwszą;
- biała bila wpadnie do kieszeni;
- którakolwiek z bil opuści stół inaczej, niż wpadając do kieszeni;
- gracz wbije bilę innego koloru niż rozgrywana;
- po uderzeniu kijem w białą bilę, przeskoczy ona nad dowolną bilą i uderzy rozgrywaną bilę ze strony przeciwnej w stosunku do pozycji przed uderzeniem (częsty efekt nieczystego uderzenia w białą bilę – ang. miscue);
- zawodnik dotknie czymkolwiek bili innej niż biała lub dotknie białej bili czymkolwiek innym niż kapka kija (czyli jego końcówka; z wyjątkiem odtwarzania sytuacji na stole po chybieniu i ustawiania bil kolorowych w grze bez sędziego oraz białej „w ręce”), przy czym jeżeli dotknięcie jest spowodowane wadliwym działaniem przyrządu pomocniczego będącego na wyposażeniu stołu, przyniesionym przez sędziego lub przeciwnika, faulu nie ogłasza się, lecz przywraca się poprzednią sytuację na stole, a rozgrywający kontynuuje grę i naliczanie brejka;
- gracz ustawi snookera za wolną bilą;
- wystąpi pchnięcie (ang. push stroke), tzn. gracz uderzy białą bilę w ten sposób, że w momencie jej uderzenia w inną bilę koniec kija wciąż się z nią styka. Wyjątek stanowi sytuacja, gdy bile niemal się ze sobą stykają, a gracz wykona uderzenie pod bardzo małym kątem.

Przeciwnik gracza popełniającego faul dostaje 4 punkty albo wartość bili rozgrywanej lub faulowanej, zależnie od tego, która liczba jest większa.
Szczególne przypadki faulu skutkują jednak przyznaniem przeciwnikowi maksymalnej liczby 7 punktów niezależnie od tego, czy bila czarna była faulowana:
- użycie jakiejkolwiek innej bili niż biała w roli bili rozgrywającej;
- celowe zagranie w czerwoną bilę po wcześniejszym wbiciu innej czerwonej lub wolnej bili;
- użycie jakiegokolwiek przedmiotu w celu odmierzania odległości na stole;
- użycie bili znajdującej się poza stołem w jakimkolwiek celu;
- dotknięcie jakiejkolwiek bili w trakcie przywracania sytuacji na stole po chybieniu;
- niezadeklarowanie bili kolorowej w sytuacji snookerowej lub na żądanie sędziego;
- każdy faul dokonany pomiędzy wbiciem bili czerwonej lub wolnej bili a deklaracją bili kolorowej (czyli wtedy, gdy nie wiadomo jeszcze jaka jest wartość następnej bili zagrywanej).

Bile czerwone wbite w trakcie uderzenia, które skończyło się faulem (także te, które zostały wybite poza stół), nie wracają na stół. Bile kolorowe wracają na swoje miejsce (także gdy na stole nie ma już bil czerwonych).
Gracz podchodzący do stołu po faulu może zadecydować, czy będzie sam kontynuował grę, czy odda kolej faulującemu przeciwnikowi. Decyzja jest wiążąca i nie może być cofnięta.

#### Faul i chybienie (ang.foul and a miss)

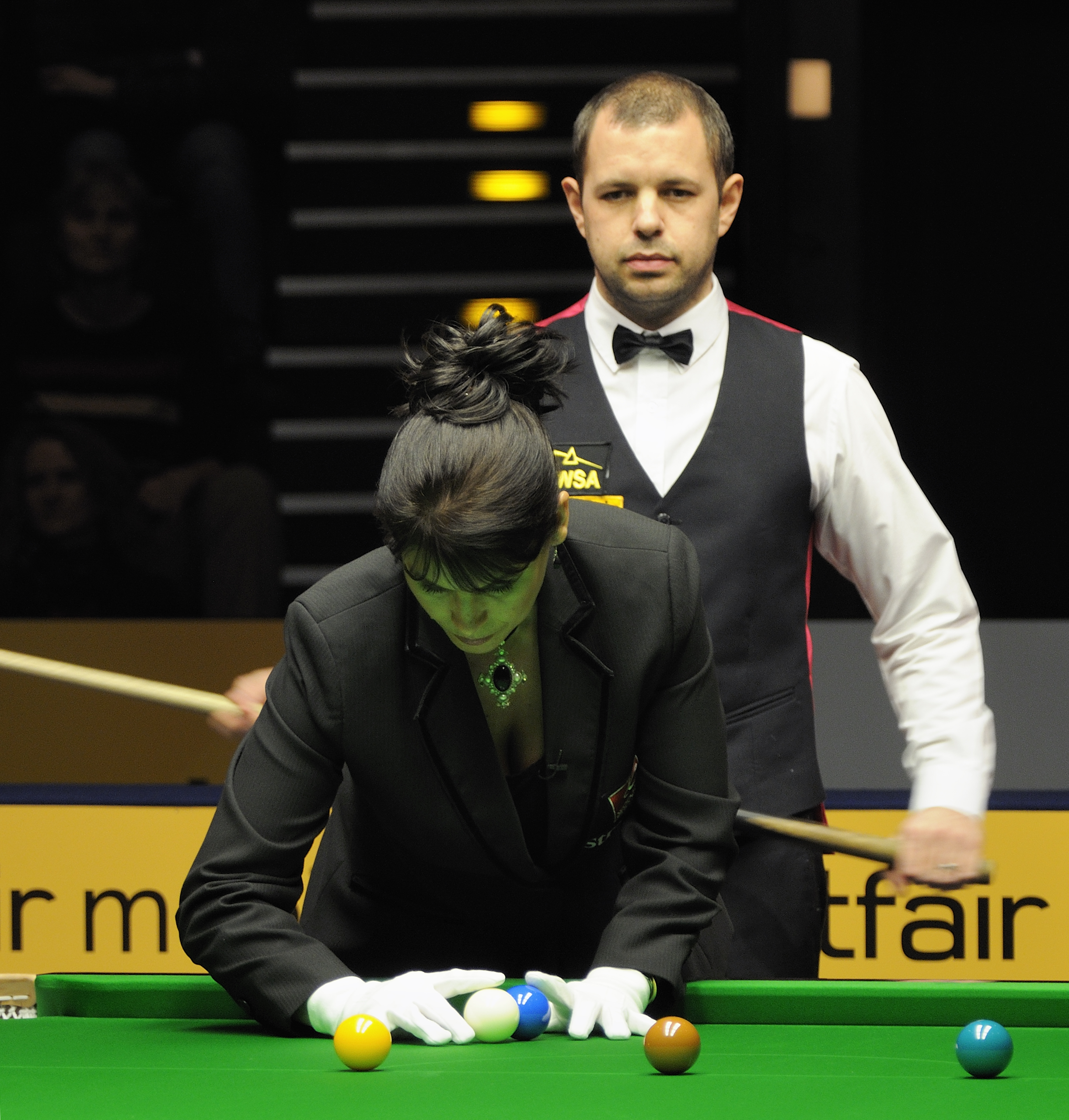
Sędzia Michaela Tabb odtwarzająca pozycję bili po chybieniu Barry'ego Hawkinsa

Chybienie ma miejsce wtedy, gdy po uderzeniu biała bila nie osiągnie w pierwszej kolejności kontaktu z bilą zagrywaną, a sędzia uzna, iż zawodnik nie wykorzystał dostatecznie swoich umiejętności przy próbie zaliczenia zagrywanej bili. W przypadku ogłoszenia przez sędziego chybienia, przeciwnik faulującego gracza może nakazać odtworzenie na stole sytuacji sprzed faulu przez sędziego i powtórzenie uderzenia. Sędzia konsultuje z graczami poprawność odtworzonej sytuacji. W trakcie odtwarzania sytuacji sprzed faulu, jeśli którykolwiek z graczy dotknie dowolnej bili, jest on traktowany jak gracz rozgrywający (niezależnie od obowiązującej kolejności w grze) i karany faulem.
Jeżeli podczas faulu zagrywana była bila czerwona, po odtworzeniu sytuacji zawodnik musi rozgrywać dowolną bilę czerwoną. Jeżeli zagrywana była bila kolorowa, a na stole pozostają bile czerwone, zawodnik musi zagrywać dowolną bilę kolorową. Jeżeli na stole pozostają same bile kolorowe, zawodnik musi rozgrywać tę samą bilę kolorową.
Chybienia nie ogłasza się, gdy:
- różnica punktów między zawodnikami jest równa lub większa liczbie punktów pozostałych na stole (łącznie z punktami za popełniony faul);
- wykonanie prawidłowego uderzenia jest fizycznie niemożliwe (np. bila, która musi być zagrywana jest całkowicie otoczona przez bile, które nie mogą być zagrywane);
- faul został popełniony przed uderzeniem białej bili (np. dotknięcie bili ręką) – w tej sytuacji następny gracz musi zagrywać bilę tego koloru, który był zagrywany przed faulem.

Reguła chybienia jest uważana za kontrowersyjną, gdyż jego wywołanie opiera się na subiektywnej ocenie sędziego, czy próba wyjścia z trudnej sytuacji była wystarczająco dobra.

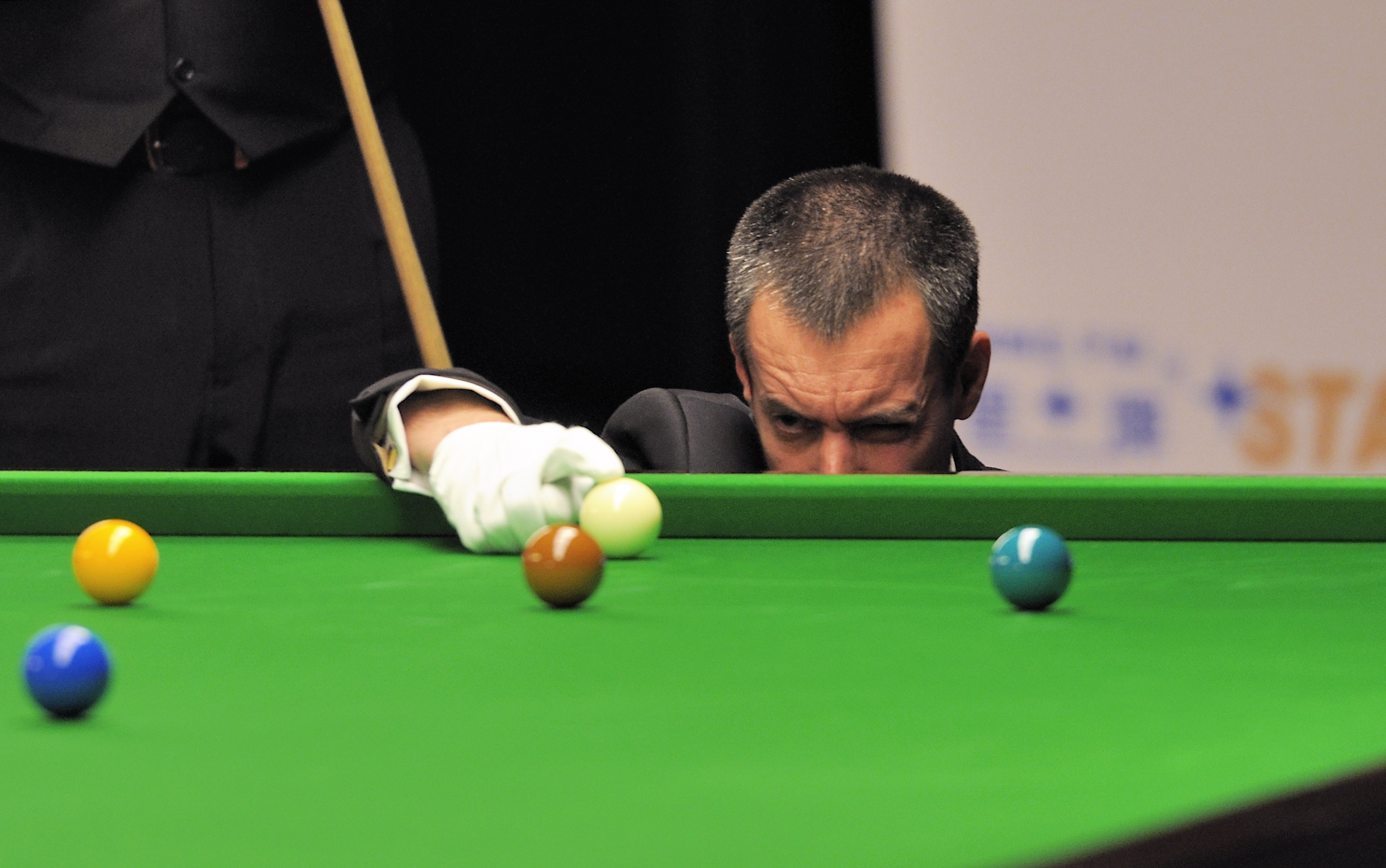
Sędzia Olivier Marteel odtwarzający pozycję bil względem innych bil

##### Three miss rule (reguła trzech chybień)
Popełnienie trzeciego z rzędu chybienia w sytuacji, w której możliwe jest bezpośrednie uderzenie bili zagrywanej, kończy się przyznaniem partii przeciwnikowi. Po drugim z rzędu chybieniu sędzia ma obowiązek poinformować gracza, że trzecie chybienie zakończy się przegraną frejma.

### Biała w ręce (ang.ball in hand)
Okoliczność, w której zawodnik może zdecydować o pozycji białej bili w polu D. Zgodnie z przepisami, w przypadku faulu ma to miejsce w następujących sytuacjach:
- po wpadnięciu białej bili do kieszeni;
- po wybiciu białej bili poza stół[4].

Biała bila w ręce znajduje się także na początku każdej partii oraz na początku rozstrzygnięcia remisu (respotted black).

### Wolna bila (ang. free ball)
Wolna bila przyznawana jest przez sędziego graczowi, który podchodzi do stołu po faulu przeciwnika, który to faul skończył się ustawieniem na stole sytuacji snookerowej. Gracz ten może uderzyć wtedy dowolną bilę, a jej wbicie traktowane jest jak wbicie bili, która powinna być zagrywana (czerwonej lub właściwej bili kolorowej, gdy na stole nie ma już bil czerwonych). Wbita wolna bila wraca na stół.

### Punkt zajęty (ang.spot occupied)
Sytuacja, w której kolorowa bila nie może zostać ustawiona na swoim punkcie, ponieważ jest on częściowo lub całkowicie zajęty przez inną lub inne bile. Jeżeli zaistnieje taka sytuacja, sędzia musi znaleźć dla bili inne miejsce.
Bilę, której właściwe miejsce jest zajęte, umieszcza się w wolnym punkcie bili o najwyższym nominale. Jeżeli wszystkie punkty są zajęte, bilę umieszcza się jak najbliżej jej własnego miejsca w kierunku górnej bandy stołu, po linii do niej prostopadłej, w taki sposób, by nie dotykała bil zajmujących punkt. W przypadku bili różowej lub czarnej, gdy między odpowiadającym im punktem a górną bandą brak jest miejsca, bile te umieszcza się najbliżej ich punktów w kierunku bandy dolnej. W sytuacji, gdy bil do ustawienia jest więcej niż jedna, najpierw ustawia się bile, które mogą trafić na swoje właściwe punkty, następnie o kolejności ustawiania pozostałych bil decyduje wartość punktowa (od najwyższej).

### Bila styczna (ang.touching ball)

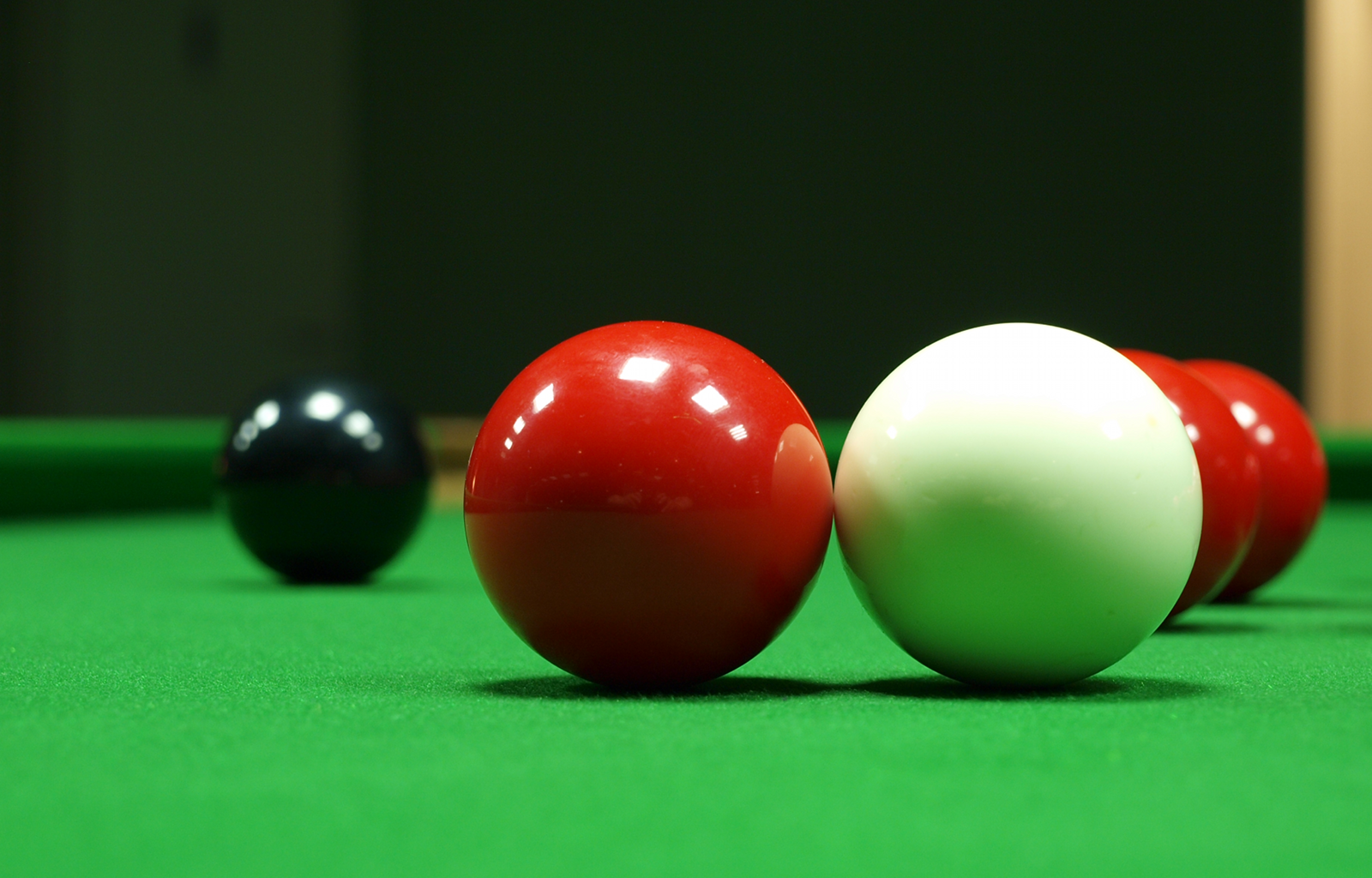
Bila styczna (ang. touching ball)

Bila styczna jest ogłaszana przez sędziego, gdy biała bila styka się bezpośrednio z bilą, która może być zagrywana (czerwona) lub jest zagrywana (nominowana kolorowa) jeszcze przed uderzeniem. W takiej sytuacji gracz zobowiązany jest uderzyć białą bilę tak, by nie poruszyła ona bili stycznej. W przeciwnym razie zachodzi pchnięcie (push stroke) i faul. Stykanie się bili białej z bilą, która może być zagrywana, traktowane jest jako ich zderzenie i biała bila nie musi wtedy dotknąć już żadnej innej bili.

### Pat (ang.stalemate)
Jeśli sędzia uzna, że gracze uporczywie wykonują zagrania, które nie prowadzą do postępu w grze (wbicie, snooker lub faul), może on zaoferować zawodnikom rozpoczęcie partii od nowa (ang. re-rack). Jeśli gracze odmówią, sędzia ostrzega ich, że muszą wyjść z sytuacji patowej w określonym czasie (najczęściej do trzech uderzeń na gracza), w przeciwnym wypadku partia zostanie rozpoczęta od nowa bez względu na ich zgodę.

### Remis punktowy
W sytuacji, gdy po wbiciu ostatniej, czarnej bili obaj gracze mają identyczną liczbę punktów, kończy się naliczanie brejka gracza przy stole i następuje rozstrzygnięcie remisu. Czarną bilę przywraca się na jej punkt (ang. respotted black), po czym drogą losowania ustala się gracza, któremu przysługuje wykonanie pierwszego uderzenia. Może on ustawić białą bilę w dowolnym miejscu pola D. Partię ostatecznie wygrywa ten gracz, który uzyska dodatkowe punkty (za wbicie czarnej lub za faul przeciwnika).

### Czyszczenie bil
Na rozsądną prośbę zawodnika sędzia powinien zdjąć ze stołu wskazaną bilę i oczyścić ją. Przed zdjęciem bili sędzia zaznacza jej pozycję na stole przy pomocy specjalnego akcesorium (tzw. markera lub pozycjonera). Do czasu ponownego umieszczenia czyszczonej bili na stole, pozycjoner traktowany jest jak ta bila i przyjmuje jej wartość punktową.

## Sędzia
Nad przebiegiem gry, szczególnie w przypadku gry turniejowej, powinien czuwać sędzia (ang. referee).
Do jego praw i obowiązków należą:
- rozstrzyganie o prawidłowości lub nieprawidłowości przebiegu gry oraz interpretacja jej przepisów;
- podjęcie stosownej interwencji i ogłoszenie faulu w przypadku naruszenia przepisów gry;
- podjęcie stosownej reakcji na sytuacje nie ujęte w przepisach gry;
- informowanie gracza o kolorze wskazanej przez niego bili;
- czyszczenie bili na prośbę gracza;
- zmiana pozycji źródeł światła na prośbę gracza, jeżeli cienie przez nie powodowane uniemożliwiają wykonanie uderzenia;
- stosownie do okoliczności, pomoc zawodnikom niepełnosprawnym.

Sędziemu nie wolno:
- udzielać graczowi odpowiedzi na pytania inne niż dopuszczone przepisami gry;
- sygnalizować graczowi, że znajduje się w sytuacji możliwości popełnienia faulu;
- udzielać graczowi rad, opinii i podpowiedzi w kluczowych momentach gry;
- informować gracza o różnicy punktów między nim a przeciwnikiem.

Sędziemu głównemu mogą asystować:
- sędzia punktowy (ang. marker), którego obowiązkiem jest zaznaczanie zdobytych punktów na tablicy wyników;
- sędzia sekretarz (ang. recorder), którego obowiązkiem jest prowadzenie rejestru partii, podejść do stołu, wykonanych uderzeń, zdobytych punktów i ogłoszonych fauli.

## Niestandardowe odmiany gry
Oprócz standardowej gry w snooker opisanej wyżej, znane są inne jej odmiany, różniące się m.in. zasadami czy liczbą bil:
- 6-red snooker;
- Tenball;
- Snooker plus;
- Shoot Out;
- Power Snooker.

## Zawodnicy

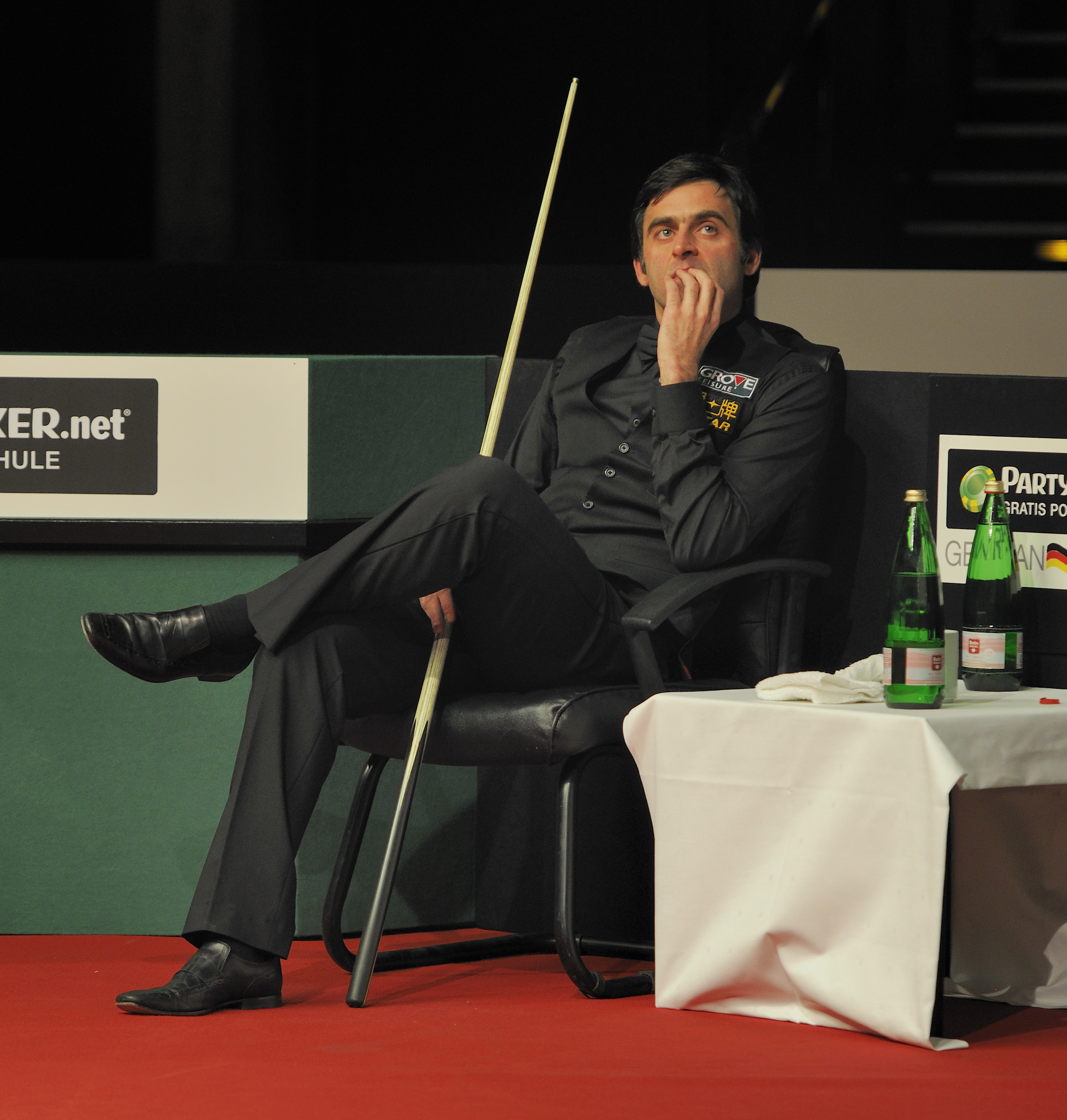
Ronnie O’Sullivan – 7-krotny mistrz świata, najwięcej zwycięstw potrójnej korony w historii (22)

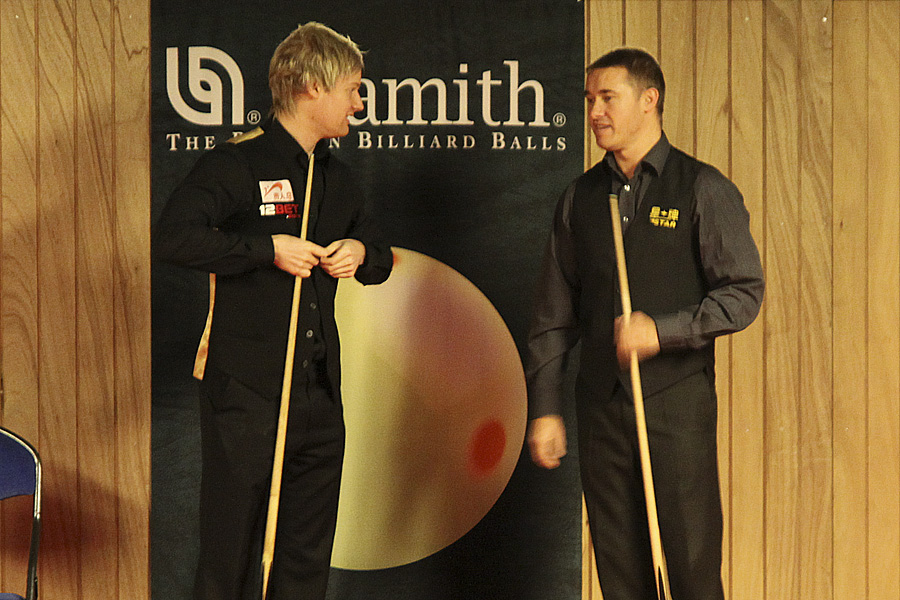
7-krotny mistrz świata – Stephen Hendry (z prawej) oraz Neil Robertson mistrz świata z 2010 roku

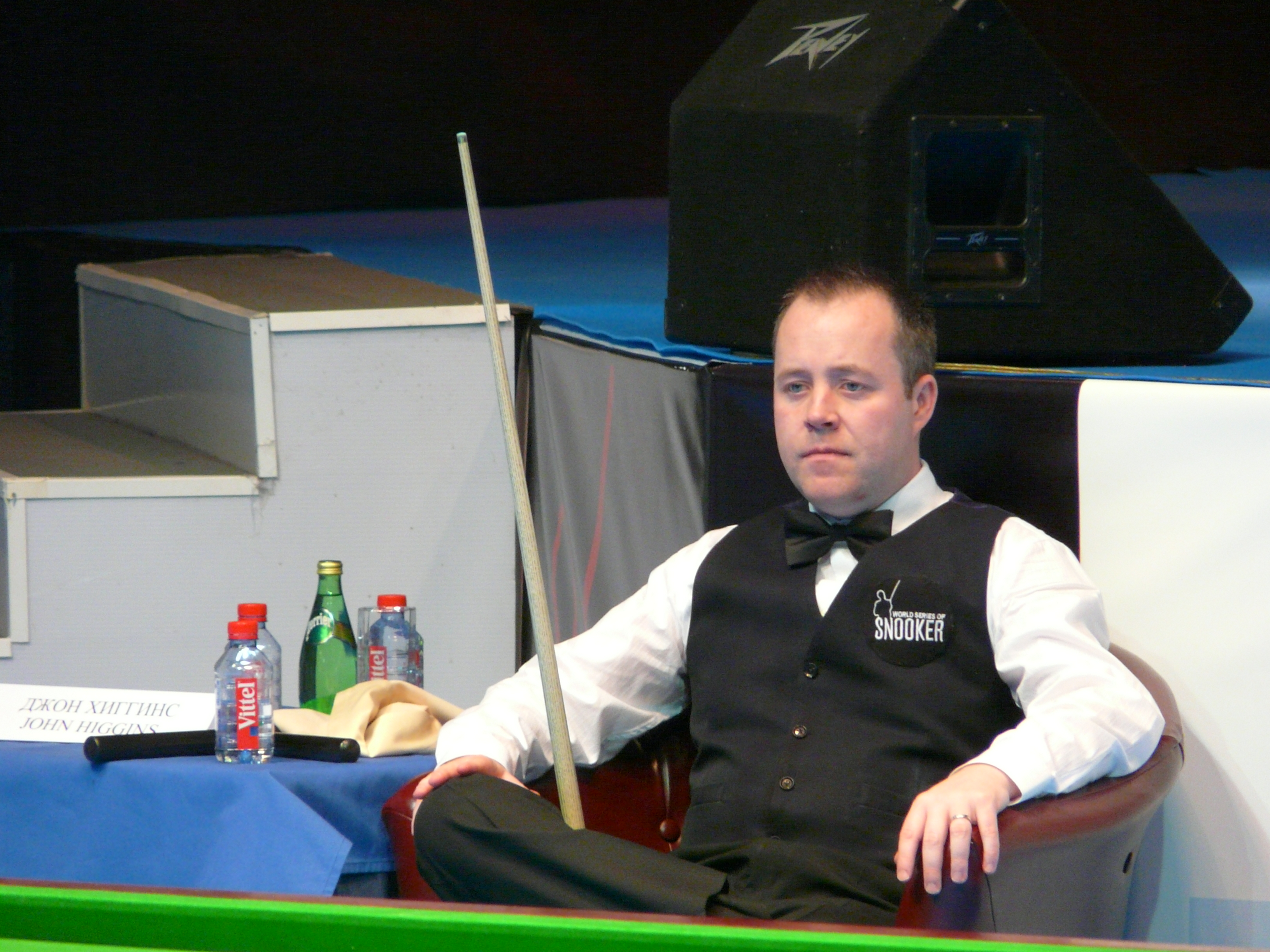
John Higgins – 4-krotny mistrz świata (1998, 2007, 2009, 2011)

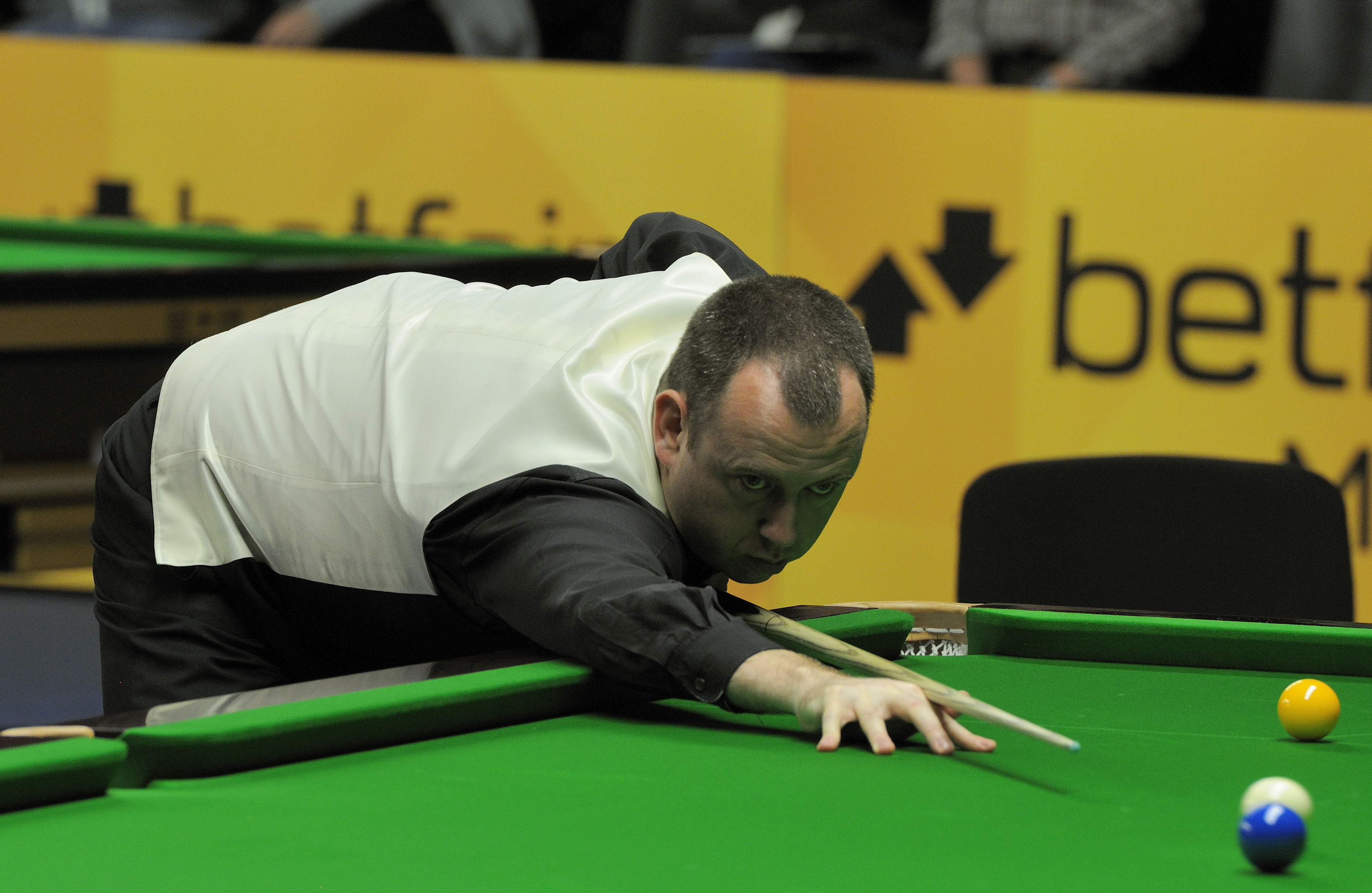
Mark Williams – 3-krotny mistrz świata (2000, 2003, 2018)

Światowa federacja snookera prowadzi ranking Main Tour – graczy uprawnionych do gry w turniejach rankingowych (obecnie ranking aktualizuje się kilka razy w roku, przed sezonem 2010/2011 – raz w roku). Od sezonu 2013/2014 została zmieniona formuła kwalifikacji. Wcześniej pierwsza szesnastka rankingu kwalifikowała się automatycznie do faz głównych turniejów, pozostali zawodnicy musieli przejść przez określoną liczbę rund w turnieju kwalifikacyjnym (im niższa pozycja zawodnika – tym więcej musiał on rozegrać meczów kwalifikacyjnych). Obecnie w większości turniejów przez kwalifikacje muszą przechodzić wszyscy zawodnicy. Stary system kwalifikacji obowiązuje tylko w kilku najważniejszych turniejach.
Wbrew obiegowej opinii, w zawodach Main Tour mogą brać udział także kobiety, ponieważ rozgrywki te są uniseksowe i nie ma osobnych rozgrywek mężczyzn i kobiet. W turniejach kobiety rywalizują na równi z mężczyznami, co jest pewnego rodzaju fenomenem w profesjonalnym sporcie.
Od sezonu 2014/2015 obowiązuje dwuletni, kroczący ranking pieniężny, oznacza to, że do klasyfikacji nie są już wliczane punkty za dany turniej rankingowy, lecz suma nagród pieniężnych jakie wygrał zawodnik przez ostatnie dwa lata kalendarzowe.

## Turnieje
Przed każdym sezonem Światowa Federacja Snookera publikuje oficjalny kalendarz turniejów. Rozróżniane są dwie grupy turniejów:
1. Rankingowe,
2. Nierankingowe.

W turniejach rankingowych obowiązuje rozstawienie zgodne z listą rankingową na dany sezon. W każdym turnieju rankingowym zawodnicy zdobywają punkty, które są brane pod uwagę przy ustalaniu listy rankingowej na następny sezon.
Turnieje nierankingowe mają formę „zaproszeniowych”. Ich wspólną cechą jest to, że ich wyniki nie wpływają na kształt listy rankingowej. Przykładem turnieju tego typu jest Masters, w którym występuje 16 zawodników (14 według kolejności zajmowanej na liście rankingowej oraz dwie osoby wyłonione w eliminacjach).
Najważniejszym turniejem rankingowym są Mistrzostwa świata w snookerze. Jednak w statystykach pojawia się również pojęcie turniejów potrójnej korony (ang. Triple Crown). Do tych 3 najważniejszych turniejów zalicza się: UK Championship, Masters oraz Mistrzostwa świata.

### Mistrzostwa świata
Pierwsze mistrzostwa świata w snookerze zakończyły się w roku 1927; zwyciężył w nich Joe Davis. Zwyciężał on w finałach mistrzostw świata 15 razy (najwięcej w historii). W roku 1969 zmieniono zasady rozgrywania turniejów – wprowadzono system pucharowy. Od tegoż roku liczona jest tzw. „era nowoczesna” (ang. modern era) snookera. Od 1977 roku turniej mistrzowski jest rozgrywany w Crucible Theatre w Sheffield. Najwięcej zwycięstw po roku 1969 odnotowali: Stephen Hendry (7), Ronnie O’Sullivan (7), Ray Reardon (6), Steve Davis (6), John Higgins (4) oraz Mark Selby (4).